# Abbaye de Bangor
Ne doit pas être confondu avec Cathédrale de Bangor.
L'abbaye de Bangor est une abbaye située à Bangor en Irlande du Nord. Elle a été fondée par Comgall de Bangor en 558 ou 559.
L'abbaye est connue au Moyen Âge comme centre de formation important pour les missionnaires. Elle est aussi connue pour sa règle monastique austère, sa vie de prières et de jeûne qui attire les fidèles. Elle gagne le surnom de « lumière du monde » (Light of the World). À la mort de Comgall en 601, 3 000 moines sont formés à l'abbaye.
Colomban de Luxeuil devient moine à l'abbaye vers 560 avant d'en partir vers 580 pour évangéliser l'Europe.
Nennius, abbé de Bangor en 620, a donné une Histoire de Bretons qui retrace la vie de Saint Patrick
L'abbaye est largement détruite en 824 par les Danois, qui tuent aussi 900 moines et profanent le tombeau de Comgall. Malachie d'Armagh, abbé de Bangor en 1123, supervise la reconstruction de l'abbaye. Mais son passage est de courte durée car il est promu ailleurs et l'abbaye retombe dans l'anonymat. En 1469, les Franciscains prennent le contrôle de l'abbaye, puis, au XVIe siècle, les Augustins. L'abbaye est dissoute par Jacques Ier au XVIIe siècle.
La tour de l'abbaye date du XIVe siècle.
L'abbaye est réparée en 1617 par James Hamilton, 1er vicomte de Claneboye (en). 

## Référence
1. 1 2 3  (en) Edward D'Alton, « Bangor Abbey », Catholic Encyclopedia (consulté le 3 octobre 2012)
2. ↑  Alban Butler, Vies de pères, martyrs et autres principaux saints, traduit de l'anglais par l'Abbé Godescard, Paris, 1833, tome II, pages 334-362.
3. ↑  Selon le Guide Vert sur l'Irlande, la dissolution de l'abbaye date de 1542.